# 596
596 (DXCVI) fue un año bisiesto comenzado en domingo del calendario juliano, en vigor en aquella fecha.

## Acontecimientos
- Se inicia la conversión al cristianismo de los anglosajones, conocida como Misión gregoriana.
- El futuro papa Sabiniano visita la Galia.
- El que sería posteriormente el primer arzobispo de Canterbury, Agustín de Canterbury, visita Ramsgate.
- El rey Childeberto II lega  a su hijo Teoderico II Alsacia, donde había crecido y fue educado.
- La fortaleza de Diana, en la actual Serbia, es destruida por los ávaros y serbios.

## Nacimientos
- Honorato de Sevilla, eclesiástico hispano, obispo metropolitano de Sevilla entre los años 636 y 641.
- Hrólfr Kraki Helgasson, legendario rey vikingo de Dinamarca durante la Era de Vendel.
- Opilano, noble visigodo (fecha aproximada.)

## Fallecimientos
- 13 de marzo: Leandro de Sevilla.
- 31 de diciembre: Mario de Avenches.